# Cinolis
Cinolis (en griego, Κίνωλις) era el nombre de una antigua ciudad situada en la costa sur del Mar Negro. 

## Historia
La ciudad de Cinolis es citada en el Periplo de Pseudo-Escílax, donde se la menciona en una sucesión de ciudades griegas pertenecientes a Paflagonia, entre Colusa y Carambis. También se la cita en el Periplo del Ponto Euxino de Arriano, donde se dice que era un emporio situado a sesenta estadios de Egineta y a ciento ochenta de Estéfane.
Estrabón la menciona entre el cabo Carambis y Anticinolis, aunque en realidad la ciudad de Abonutico, que Estrabón cita a continuación de Anticinolis, debe situarse entre Carambis y Cinolis.